# Francisco José Prieto Fernández

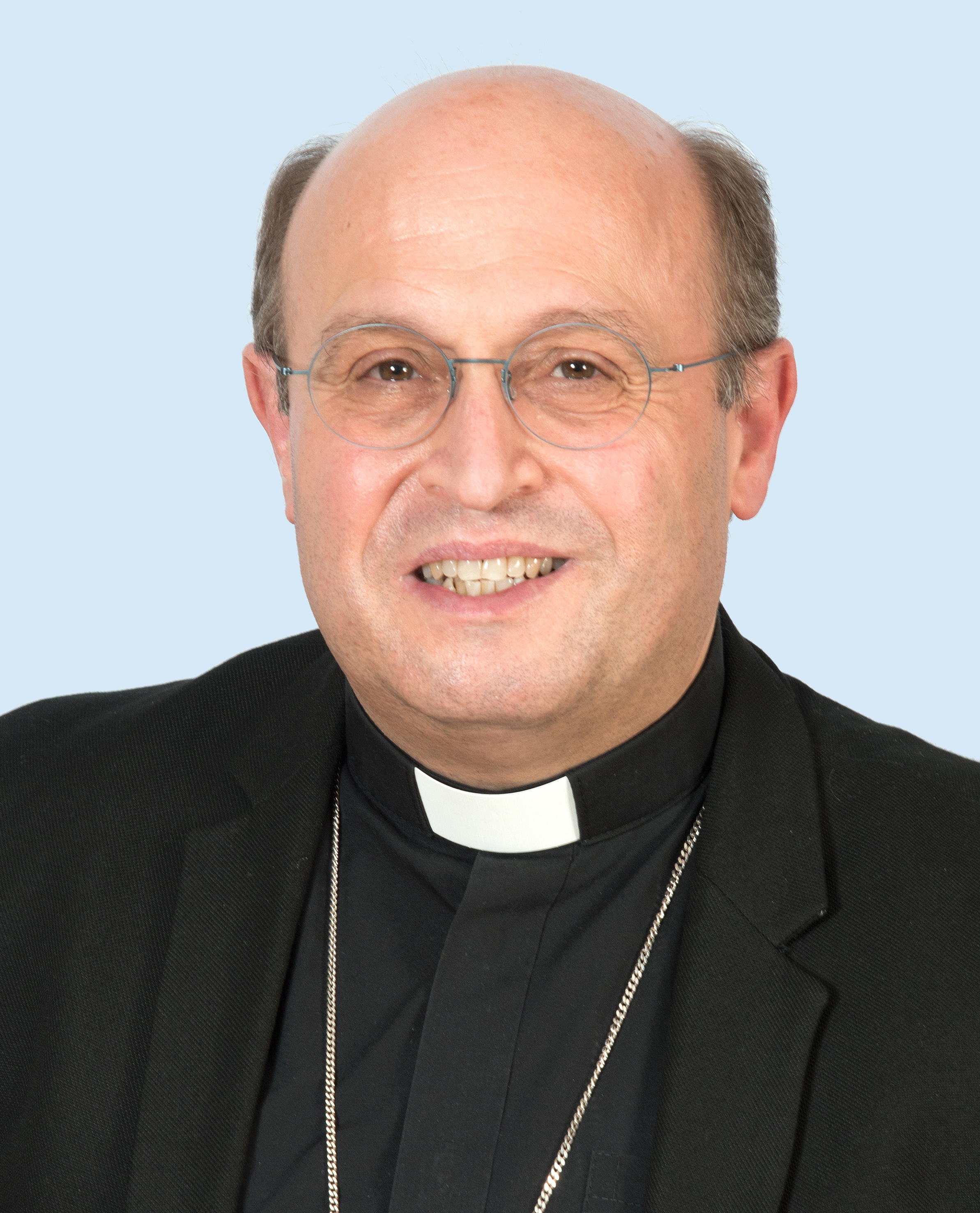
Francisco José Prieto Fernández, 2022

Wappen von Francisco Jose Prieto Fernández als Erzbischof

Francisco José Prieto Fernández (* 18. August 1968 in der Ourense, Spanien) ist ein spanischer römisch-katholischer Geistlicher und Erzbischof von Santiago de Compostela.

## Leben
Francisco José Prieto Fernández studierte nach dem Schulabschluss Philosophie und Theologie am Priesterseminar in Ourense und an der Universität Navarra. Nach weiteren Studien an der Päpstlichen Universität Gregoriana erwarb er das Lizenziat in Patristik. Am 26. Juni 1993 empfing er das Sakrament der Priesterweihe für das Bistum Orense.
Nach einer kurzen Tätigkeit als Kaplan war er von 1995 bis 1996 Erzieher am Knabenseminar des Bistums Orense sowie außerordentlicher Professor an der Päpstlichen Universität Salamanca. Anschließend war er bis 2020 in verschiedenen Gemeinden in der Pfarrseelsorge und als Seelsorger des Klosters San José in Orense tätig. Von 1998 bis 2020 leitete er das Zentrum für theologische Fernstudien und von 2009 bis 2012 die diözesane Schule für Theologie. Von 2007 bis 2019 war er Professor am theologischen Institut in Orense. Ab 2012 war er bis zu seiner Ernennung zum Weihbischof als Bischofsvikar für die Neuevangelisierung zuständig.
Am 28. Januar 2021 ernannte ihn Papst Franziskus zum Titularbischof von Vergi und zum Weihbischof im Erzbistum Santiago de Compostela. Der Erzbischof von Santiago de Compostela, Julián Barrio Barrio, spendete ihm am 10. April desselben Jahres die Bischofsweihe. Mitkonsekratoren waren der Apostolische Nuntius in Spanien, Erzbischof Bernardito Cleopas Auza, und der Bischof von Orense, José Leonardo Lemos Montanet.
Der Heilige Stuhl gab am 1. April 2023 die Ernennung von Francisco José Prieto Fernández zum Nachfolger von Julián Barrio Barrio als Erzbischof von Santiago de Compostela bekannt. Die Amtseinführung fand am 3. Juni desselben Jahres statt.